# C busz (Budapest)
A budapesti C jelzésű éjszakai autóbusz a Nyugati pályaudvar és Margitsziget, Zenélőkút között közlekedett. A vonalat a Budapesti Közlekedési Vállalat üzemeltette.

## Története
A margitszigeti C jelzésű éjszakai buszt 1968. július 1-jén indították a Pannónia utca és a Szigeti Nagyszálló között. A külön jelzés azért volt indokolt, mert a betűjelzéses viszonylatokra külön jegyet kellett váltani, mely drágább volt a normál vonaljegynél. Útvonalát 1978. április 29-én a Zenélőkútig, majd a Rajk László utcáig, illetve a Nyugati pályaudvarig hosszabbították. 1992. április 30-án kihasználatlanság miatt megszűnt, a Margitszigeten azóta sincs éjszakai közlekedés.

## Útvonala
| Margitsziget, Zenélőkút felé:                                                                         | Nyugati pályaudvar felé: |
| --- | --- |
| Nyugati pályaudvar vá. – Szent István körút – Margit híd – Margitsziget – Margitsziget, Zenélőkút vá. | Margitsziget, Zenélőkút vá. – Margitsziget – Margit híd – Árpád fejedelem útja – Bem rakpart – Lipthay utca – Margit híd – Szent István körút – Nyugati pályaudvar vá. |

## Megállóhelyei
| 0 | Nyugati pályaudvar végállomás      | 12 | 6É, 182É  |
| 2 | Tátra utca (↓) Honvéd utca (↑)     | 10 | 6É        |
| ∫ | Margit híd, budai hídfő            | 7  | 6É        |
| ∫ | Margit híd                         | 5  | 42É, 111É |
| 4 | Casino                             | 4  |           |
| 5 | Vörösmarty Kertmozi                | 3  |           |
| 6 | Palatinus Strand                   | 2  |           |
| 6 | Teniszstadion                      | 2  |           |
| 7 | Halastó                            | 1  |           |
| 8 | Margitsziget, Zenélőkút végállomás | 0  |           |